# Selena FM
Selena FM S.A. – polskie przedsiębiorstwo z siedzibą we Wrocławiu zajmujące się produkcją i dystrybucją chemii budowlanej oraz jeden z trzech największych producentów piany poliuretanowej na potrzeby budownictwa na świecie. W skład Grupy wchodzi 30 spółek w 17 krajach. Grupa w swojej ofercie posiada piany, uszczelniacze, kleje, produkty do hydroizolacji, systemy ociepleń, zamocowania oraz produkty komplementarne.
Zakłady produkcyjne Seleny zlokalizowane są w Polsce, Brazylii, Włoszech, Korei Południowej, Chinach, Rumunii, Turcji oraz w Hiszpanii i Kazachstanie. Portfolio marek Grupy otwierają takie brandy jak: Tytan Professional, Quilosa Professional, Artelit Professional czy Matizol.
Od kwietnia 2008 akcje spółki holdingowej Grupy – Selena FM SA – notowane są na Giełdzie Papierów Wartościowych w Warszawie.